# Euconocephalus cristovallensis
Euconocephalus cristovallensis is een rechtvleugelig insect uit de familie sabelsprinkhanen (Tettigoniidae). De wetenschappelijke naam van deze soort is voor het eerst geldig gepubliceerd in 1855 door Montrouzier.